# YouTube TV
YouTube TV — це платний сервіс, який передає понад 70 телевізійних мереж через Інтернет. Підпорядкована материнській компанії Google, YouTube TV розміщується на серверах YouTube і включає перелік основних телевізійних мереж США, таких як ABC, CBS, NBC, Fox, FX, AMC, CNN, TBS, Discovery та ESPN.
YouTube TV запущено у лютому 2017 року.

## Історія
YouTube TV почав мовлення у квітні 2017 року на п'яти ринках США — New York City, Los Angeles, Чикаго, Philadelphia та San Francisco, На додаток до національних телевізійних мереж США, YouTube TV транслює канали, що належать цим мережам, їх корпоративним власникам та іншим медіа-компаніям. Серед інших каналів: CNBC, MSNBC, Fox News, BBC World News, The Smithsonian Channel (підприємство, що належить CBS Showtime Networks та Smithsonian Institution); Sundance TV (належить компанії AMC Networks); численні спортивні канали; Disney Channel (належить компанії The Walt Disney Company); and BBC America (спільно належить AMC Networks та BBC Studios). Підписники YouTube TV також мають доступ до оригінальних фільмів та шоу YouTube Premium (хоча передплату YouTube Premium не включено до YouTube TV).
Крім того, у 2017 році YouTube додав підтримку телемережі MLB Network і регіональні угоди з футбольними клубами Сіетл Саундерз та Лос-Анджелес та з вищою футбольною лігою Major League Soccer.
14 лютого 2018 року YouTube TV додав у перелік телевізійні мережі Turner Broadcasting System включаючи TBS, Turner Network Television, CNN та Cartoon Network. Також YouTube TV оголосив про угоду щодо підключення NBA Network та MLB Network.
Сервіс розширявся та у січні 2019 року охопив 98 % домогосподарств США. У березні 2019 року YouTube TV запустили у місті Ґлендів, тим самим зробивши доступним YouTube TV на усьому телевізійному ринку США.
10 квітня 2019 року на YouTube TV було додано 9 телевізійних мереж, що належать Discovery включаючи Discovery Channel, Travel Channel, HGTV, Food Network та інші. Завдяки цьому на YouTube TV з'явилось більш ніж 70 нових каналів. Google також оголосив, що вони будуть додавати канали Oprah Winfrey Network.

## Особливості
Підписники YouTube TV можуть зберігати телевізійні програми для подальшого перегляду — це називається послугами DVR.

## Підтримка пристроїв
Сервіс YouTube TV підтримує наступні пристрої:

### Телевізійні платформи
- Android TV
- Apple TV
- LG smart TV
- Roku
- Samsung Smart TV
- Xbox One

### Мобільні пристрої
- Смартфони, планшети та інші пристрої на базі Android
- Мобільні пристрої на базі Apple iOS
- Chromecast

### Комп'ютери
- macOS
- Windows

## Додаткові посилання
- Офіційний сайт